# 聖アンデレの磔刑 (カラヴァッジョ)
『聖アンデレの磔刑』（せいあんでれのたっけい、伊: La Crocifissione di sant'Andrea、英: The Crucixion of Saint Andrew）は、イタリアのバロック絵画の巨匠ミケランジェロ・メリージ・ダ・カラヴァッジョが1607年にキャンバス上に油彩で制作した絵画である。 伝記作者ジョヴァンニ・ピエトロ・ベッローリによれば、1610年にスペインのナポリ副王 (総督) フアン・アロンソ・ピメンテル・デ・エレーラによってスペインに運ばれた作品である。1976年にマドリードのアルナイス (Arnaiz)・コレクションから取得され、現在クリーブランド美術館に所蔵されている。

## 歴史
1610年7月11日、美術収集家であったベナベンテの第5代公爵フアン・アロンソ・ピメンテル・デ・エレーラは、 7年間ナポリの副王を務めた後、スペインに向けて出発した際に、ジョヴァンニ・ピエトロ・ベッローリが『アンデレの磔刑』と呼んだ絵画を携行していた。この絵画はバリャドリッドの家族の宮殿に設置され、1652年12月に第7代ベナベンテ公爵が亡くなったときに鑑定がなされた。価格は1,500ドゥカートで、家族のコレクションの中で群を抜いて最も価値のある絵であった。鑑定人はディエゴ・バレンティン・ディアスで、「黒檀の額縁に入れらていて、3人の死刑執行と女との間で十字架に架けられている、裸の聖アンデレの大きな絵」として作品を説明し、「ミカエル・アンヘル・カラバーリョ (スペイン語で「ミケランジェロ・カラヴァッジョ」)」に帰属した。この絵は、ほぼ間違いなく先代のナポリ副王から委嘱されたものである。副王は特に聖アンデレを信奉し、アマルフィ大聖堂の聖アンデレの地下室を改修する役割を果たした。
この絵画は長い間、忘れられていたが、1973年にセビーリャでの展覧会に出品されて知られるようになった。この時の展覧会の監修者はカラヴァッジョの作品である可能性があるとしながらも、作品の題名を『聖フィリポの殉教』と見なし、ベッローリの記述と結びつけることをしなかった。その理由は、聖アンデレは通常、X字型の十字架に磔になるのが定番だからであった。この鑑定の誤りにより、作品はスイスに渡り、最終的にクリーブランド美術館に所蔵されることになったが、スペインにとってはカラヴァッジョの重要な作品を手放すという痛恨の事態となった。

## 作品
ヤコブス・デ・ウォラギネの『黄金伝説 (聖人伝)』によれば、聖アンデレはギリシャのパトラスで殉教した。ロープで十字架に縛られた聖人は2日間生き残ったと言われ、群衆に説教をした。最終的に人々が聖人の解放を要求したため、古代ローマのプロコンスル (代理執政官) アエゲアス (Aegeas) が聖人を降ろすように命じたが、聖人は殉教することを望むと告げる。すると聖人を十字架から降ろそうとした刑吏に奇跡的な手足の麻痺が起こり、まもなく聖人は死んだ。
聖アンデレはX字型十字架で殉教したという伝承があったが、16世紀にルーヴェン・カトリック大学の神学者ヨアネス・モラヌスは、アンデレがX字形の十字架に架けられて殉教したというのは誤りだと論文で指摘した。モラヌスは、トレント公会議にもとづく宗教画の規範を論じた著作で有名な人物である。カラヴァッジョはモラヌスに影響を受けたと考えられ、本作でアンデレが通常のラテン十字架で磔にされる姿を表した。
カラヴァッジョは通常通り、鑑賞者を物語の場面にぐっと近づける図像を採用している。今、梯子を上ってアンドレの縄を解こうとしている刑吏の腕は萎え、アンデレは天に召されようとしている。2人の身体は互いに反対方向に反り返り、アンデレの脚はX字型に交差している。この様子を右側の武装したローマ総督アエゲアスが見つめており、その奥の陰には驚いた男がいる。自ら裸になって十字架にくくられたアンデレに対して、見上げる人々は当世風の衣装で表現されている。作品の構図はアンデレとアエゲアス、そして画面左下の皺だらけの老婆が形成する三角形を基本としつつ、画面中央のアンデレの胸に最も強い光が当たっており、カラヴァッジョのほかの作品同様、光が中心的な役割を果たしている。
老婆の喉は膨らんでいるが、これはヨウ素不足により甲状腺腫になっていることを表している。当時のナポリの市井にはこのような人々がいたであろうが、カラヴァッジョ以前のナポリでは描かれることはなかった。しかしカラヴァッジョの師であったロンバルディアの画家シモーネ・ペテルツァーノによるガレニャーノ修道院壁画『羊飼いの礼拝』には、甲状腺腫にかかった人物が描かれている。

## 複製
この絵画には、同じ構図の3点のバージョンがある。そのうちの1点（198 x 147.5 cm）は以前ウィーンのバック・ベーガ・コレクションにあり 、現在はロンドンのスパイア・コレクションに所蔵されている。このバージョンは、1954年から1973年にかけて、ジュゼッペ・フィオッコ、ヘルマン・フォス、アントニオ・モラッシなどの美術史家によってカラヴァッジョに帰属されたが、現在クリーブランドにあるオリジナル作品が1974年に再発見された後には、ルイス・フィンソンによる複製と考えられていた。 しかし2011年以降は、オリジナルの2番目のバージョンとして再びカラヴァッジョに帰属されている。他の2点の複製は議論の余地のない複製である。そのうちの1点（232.5 x 160 cm）は 1920年にロベルト・ロンギによって発見されたトレド（スペイン）のサンタ・クルス美術館の作品で、スペイン内戦中に大きく損傷を受けており、その作者は不明である。もう1点（209 x1 51.5 でセンチ）はディジョン美術館（フランス）にあり、長期間、アブラハム・ヴィンクに帰属されたが、2011年以降はルイス・フィンソンによって描かれたと考えられている。この特定のバージョンは、1974年にベネディクト・ニコルソンによってカラヴァッジョに最初に帰属された。